# 滋賀県出身の人物一覧
滋賀県出身の人物一覧（しがけんしゅっしんのじんぶついちらん）は、Wikipedia日本語版に記事が存在する滋賀県出身の人物の一覧表である。旧近江国の出身者も合わせて記述する。1876年から1881年までの間、滋賀県であった旧若狭国および旧越前国敦賀郡（嶺南）の出身者に関しては、「Category:福井県出身の人物」、「福井県出身の人物一覧」を参照。

## 文化人

### 学者・教育者

#### 滋賀大学出身（滋賀師範学校・滋賀青年師範学校・彦根経済専門学校・彦根高等商業学校を含む）
あ〜た行
- 青木外志夫（経済学者、一橋大名誉教授）：彦根市
- 秋田喜三郎（国語教育学者、戦中教科書編纂）：現大津市
- 小川雄平（経済学者、西南学院大教授）
- 北村春吉（数学者・大阪市立女子専門学校校長）：現野洲市
- 神山進（社会心理学者、滋賀大教授）
- 田中秀夫（経済学者、京大教授）
- 辻二郎（化学者、東工大名誉教授）

な行以降
- 西端幸雄（国語学者、大阪樟蔭女子大教授）
- 橋本忠太郎（植物学者）：現日野町
- 馬場克三（経営学者、九大名誉教授）：彦根市
- 山田良定（美術教育学者、滋賀大名誉教授）：現東近江市
- 家森信善（経済学者、名大教授）
- 吉田龍恵（文化人類学者、滋賀大名誉教授）：長浜市

#### 京都帝国大学・京都大学出身
あ〜た行
- 猪木武徳（経済学者、阪大教授）
- 井村裕夫（医学者・京大総長、学士院会員）：現東近江市
- 大谷藤郎（医学者、国際医療福祉大学総長）
- 川崎俊一（天文学者・理学博士）：現栗東市
- 喜多徹人（教育者、著述家、カウンセラー、神戸セミナー校長）：現近江八幡市
- 北村春吉（数学者・大阪市立女子専門学校校長）：現野洲市
- 北村四郎（植物学者・京大名誉教授）：現大津市
- 久米郁男（政治学者、早大教授）：大津市
- 小牧實繁（県初の文学博士（地政学）、京都帝大教授）：現大津市
- 寶馨（水文学者、京大教授）：彦根市
- 小菅皓二（化学者，京大名誉教授）：現高島市
- 竹脇出（建築学者、京大名誉教授、京都美術工芸大学学長、元日本建築学会長）：現高島市

な行以降
- 高谷好一（東南アジア研究、京大教授・滋賀県立大教授）：守山市
- 辻二郎（化学者、東工大名誉教授）
- 西川幸治（建築学者、京大名誉教授・滋賀県立大学長）：彦根市
- 西村恵信（仏教学者、花園大学長）
- 野津龍三郎（理学博士、京大名誉教授・理学部長）：現彦根市
- 宝月誠（社会学者、京大名誉教授）
- 馬渕磨理子（経済アナリスト）：現野洲市
- 三品彰英（歴史学者、大阪市立博物館館長）；現守山市
- 森耕二郎（県初の経済学博士、九大経済学部長）：現甲賀市
- 山本一清（県初の理学博士（天文学）、京都帝大教授）：現大津市

#### 東京帝国大学・東京大学出身（大学・大学南校・大学東校・開成学校・医学校・法学校を含む）
あ〜た行
- 井門富二夫（宗教学者、筑波大学名誉教授）：現大津市
- 巖谷立太郎（県初の工学博士（鉱山学））：現甲賀市
- 岡田国太郎（県初の医学博士、軍医・細菌学者）：現守山市
- 小野秀雄（ジャーナリズム研究、東大教授）：現草津市
- 河村譲三郎（県初の法学博士、貴族院議員）：現大津市
- 児玉桂三（医学博士・生化学者、東京帝大医学部長・徳島大学長）
- 近藤次郎（航空工学者・環境学者、東大工学部長）：大津市
- 沢村専太郎（美術史研究・京都帝大教授、三高寮歌作詞者）：現彦根市
- 高野瀬宗則（東京物理学講習所（東京理科大）創立者）：現彦根市
- 田部芳（県初の法学博士、商法起草委員）：現彦根市

な行以降
- 中山健男（法学博士、名城大学教授）：大津市
- 野間清六（美術史家、東京帝室博物館学芸部長）
- 長谷川輝雄（工学博士（建築学）、東京帝大助教授）
- 馬場克三（九州帝大名誉教授）：現彦根市
- 増島六一郎（英吉利法律学校・東京英語学校初代校長）：現彦根市
- 護雅夫（東洋学者・歴史学者、東大教授）：現長浜市
- 藪田貞治郎（県初の農学博士、東大教授、文化勲章受章）：現大津市
- 吉川虎雄（理学博士（地球科学）、第6次南極探検隊長、東大教授）：現甲賀市

#### その他大学等出身
あ〜た行
- 饗庭孝男（フランス文学者、青山学院大学名誉教授）：現大津市
- 青木外志夫（経済学博士、一橋大学名誉教授、元経済地理学会会長）：現彦根市
- 青木倫太郎（会計学者、関西学院大学名誉教授）：現栗東市
- 天羽優子（医学博士・理学博士、山形大学准教授）：長浜市
- 磯﨑行雄（地質学者、東京大学名誉教授、日本地質学会会長）
- 井上徹（地球科学者、広島大学教授）：大津市
- 鵜飼康東（経済学者、歌人、関西大学教授）
- 小江慶雄 (考古学者、京都学芸大学学長）:現長浜市
- 大塚義孝（臨床心理学者、京都女子大学名誉教授）
- 岡田満（県初の歯科医医学博士、慶大教授）：現守山市
- 岡路市郎（心理学者、北海道教育大学学長）
- 岡村均（生物学者、京都大学名誉教授）
- 菊田幸一（刑法学者、明大名誉教授）：現長浜市
- 草野真樹（会計学者、京都大学教授）
- 小泉貞三（経済学者、関西学院大学名誉教授）
- 近藤達夫（言語学者、大阪外国語大学名誉教授）：犬上郡多賀町
- 阪口弘之（日本文学者、大阪市立大学名誉教授）
- 白木三秀（経済学者、早大教授）：彦根市
- 皇至道（文学博士、広島大学学長）：現東近江市
- 高田毅士（工学者、東京大学名誉教授）：長浜市
- 高橋春成（地理学者、奈良大学教授）：現守山市
- 田畑忍（憲法学者、同志社大教授）：現草津市
- 辻誠一郎（理学博士、東京大学名誉教授）：草津市

な行以降
- 中村敏一（生物学者、大阪大学名誉教授、アンジェス創業者、紫綬褒章）：大津市
- 西川吉之助（教育者、聾唖教育で口話推進）：近江八幡市
- 野村實（軍事史研究者、防衛大学教授・名古屋工業大学教授）：彦根市
- 平松隆円（教育学者・化粧研究者）：東近江市
- 本郷次雄（菌類学者、滋賀大名誉教授）
- 増井金典（国語学者、滋賀短期大学名誉教授）：現甲賀市
- 牧野虎次（宗教学者、同志社総長）：現日野町
- 丸谷明夫（教諭、大阪音楽大学客員教授、一般社団法人全日本吹奏楽連盟理事長）
- 光谷拓実（国立歴史民俗博物館客員教授・年輪年代学研究者）：現甲賀市
- 山口陽弘（心理学者・教育学者、群馬大学准教授）：大津市

#### 藩校その他
- 黒田麹廬（幕末～明治期洋学者）：現大津市
- 杉浦重剛（東大予備門校長、東宮御学問所御用掛）：現大津市
- 塚本さと（明治期女子教育者、淡海女子実務学校創立）：現東近江市
- 中川泉三（明治期地史学研究者、県内郡志編纂）：現米原市
- 中村確堂（明治期漢学者、彦根中学校長等）：現甲賀市
- 中村要（大正期天文学者、京都帝大天文台職員）：現大津市

#### 思想家
- 高谷覚蔵（ソ連共産党員、後に転向）：大津市

#### 江戸時代以前
あ〜た行
- 淡海槐堂（幕末儒学者、倒幕運動を支援）：現長浜市
- 浅見絅斎（江戸前期儒学者）：現高島市
- 雨森芳洲（江戸中期儒学者）：現長浜市
- 宇野明霞（江戸中期儒学者）：現野洲市
- 賀川玄悦（江戸中期産科医）：現彦根市
- 木内石亭（江戸後期奇石収集家・本草学者）：現大津市
- 坂本義邵（江戸初期神道学者）：現大津市
- 沢村琴所（江戸中期儒学者）：現彦根市
- 関藍梁（幕末儒学者）：現高島市

な行以降
- 中江藤樹（江戸初期陽明学者）：現高島市
- 中根元圭（江戸中期和算家・天文家）：浅井郡
- 西川吉輔（幕末国学者、近江商人西川善六家当主）：現近江八幡市
- 堀杏庵（江戸初期医師・儒学者）：現近江八幡市
- 曲直瀬道三（戦国期医師）：現守山市
- 施薬院宗伯（医師、関ヶ原の戦い・大坂の陣に家康に従軍）：現甲賀市

### 宗教家・僧侶・神父
明治以降
- 青木文教（チベット仏教研究、東大講師）：現高島市
- 粟津高明（プロテスタント指導者・日本協会を設立）：現大津市
- W.M.ヴォーリズ（キリスト教伝道師、近江兄弟社創立）：現近江八幡市
- 瓜生津隆真（文学博士、京都女子大学学長・真宗学僧）
- 清水安三（キリスト教布教、桜美林学園創設）：現高島市
- 武邑尚邦（浄土真宗本願寺派勧学寮頭、龍谷大学長）
- 近角常観（真宗大谷派西源寺住職）：現長浜市
- 一柳満喜子（ヴォーリズ夫人、近江兄弟社学園長）：現近江八幡市
- 吉田龍恵（舎那院住職）：長浜市

江戸時代以前
- 東嶺円慈（江戸中期臨済宗僧、白隠慧鶴の高足）：現東近江市
- 大典顕常（江戸中期臨済宗僧、相国寺住職）：現東近江市
- 慈音尼兼葭（江戸中期尼僧）：現草津市
- 月渓聖澄（戦国~江戸初期臨済宗東福寺住職）：現守山市
- 天祐紹杲（戦国~江戸初期臨済宗大徳寺住職）
- 円観（13 - 14世紀天台宗僧、五国大師）：現長浜市
- 良源（10世紀僧、慈恵大師・第18代天台座主）：現長浜市
- 相応和尚（9 - 10世紀天台宗僧、千日回峰行の祖）：現長浜市
- 安然（9 - 10世紀天台宗僧、阿闍梨・台密を大成）：現大津市
- 尊意（9 - 10世紀天台宗僧・13世天台座主）：現米原市
- 霊仙（8 - 9世紀法相宗僧・日本唯一の三蔵法師）：現米原市
- 最澄（8 - 9世紀僧、伝教大師・天台宗開祖）：現大津市
- 良弁（8世紀の僧、東大寺初代別当）：神崎郡

### 発明家
- 安藤博（第2回十大発明家、多極真空管他開発）：現大津市
- 片岡庄兵衛（江戸初期大津算盤開発、算盤家元）：現大津市
- 堀井新治郎（明治期ガリ版印刷開発）：現竜王町
- 平石久平次（江戸中期「陸舟奔車」発明）：現彦根市

### 画家・書道家・写真家

#### 日本画・水墨画・浮世絵
- 茨木杉風（日本学士会名誉会員）：現近江八幡市
- 淡海槐堂（幕末・明治期書画・篆刻家）：現長浜市
- 小倉遊亀（大正・昭和期日本画家）：現大津市
- 織田瑟瑟（江戸後期女流絵師）：現東近江市
- 海北友松（安土桃山〜江戸初期絵師・海北派祖）：現長浜市
- 狩野山楽（安土桃山〜江戸初期京狩野派絵師）：蒲生郡
- 岸竹堂（明治期日本画家）：現彦根市
- 沢宏靱（創画会創設、秋野不矩の夫）：現長浜市
- 島﨑雲圃（江戸中期日本画家）：現日野町
- 高田敬輔（江戸中期絵師）：現日野町
- 張月樵（江戸後期文人画家）：現彦根市
- 月岡雪鼎（江戸中〜後期浮世絵師）：現日野町
- 中路融人（日展常務理事・芸術院会員）：現東近江市
- 深田直城（文展審査委員）：現大津市
- 山元春挙（明治〜昭和初期円山・四条派日本画家）：現大津市
- 横井金谷（江戸後期僧侶・文人画家）：現草津市

#### 洋画
- 黒田重太郎（二科会会員、日本芸術院恩賜賞受賞）
- 野口謙蔵（帝展特選受賞）：現東近江市
- ヒロ・ヤマガタ（シルクスクリーンアーティスト・現代美術家）：現米原市

#### イラストレーター
- 京極しん （イラストレーター）

#### 書道家
- 巖谷一六（明治の三筆の一人）：現甲賀市
- 日下部鳴鶴（明治の三筆の一人）：現彦根市

#### 写真家
- 今森光彦  「第20回木村伊兵衛写真賞 第28回土門拳賞」受賞
- 川内倫子（写真集「うたたね」他・「第27回木村伊兵衛写真賞」受賞）
- 西岡伸太（二科会・日本広告写真家協会功労会員）：草津市

### 芸道

#### 茶道
- 辻宗範（江戸後期、遠州流中興の立役者）：現長浜市
- 小堀遠州（茶道遠州流開祖、後記公人欄参照）：現長浜市
- 北村祐庵（江戸前期茶人・作庭家）：現大津市
- 久田宗栄（利休甥、表千家久田流）：蒲生郡

#### 香道
- 建部隆勝（香道中興の祖）：現東近江市

#### 能・猿楽、舞踊・民謡
- 桜川大龍（江州音頭宗家）:彦根市
- 中西秀長（江戸前期薩摩藩士、猿楽名手）：現東近江市
- 犬王（15世紀前半猿楽・能の名手）
- 妓王（白拍子、平清盛に寵愛された）：現野洲市

### 技能者・伝統工芸
あ〜た行
- 泉亮之（明治期彫刻家）：現米原市
- 井上幾右衛門（江戸後期、膳所焼復興雀ケ谷焼）：現大津市
- 岩崎健三（大正期膳所焼復興に奔走）：現大津市
- 井関家重（江戸初期能面師、近江井関4代）：現高島市
- 井関次郎左衛門（戦国期能面師、同2代）：現長浜市
- 越前康継（安土室山期刀工）：現長浜市
- 喜多川宗典（江戸中期装剣金工家）：現彦根市
- 絹屋半兵衛（江戸中期、湖東焼創業）：現彦根市
- 国友一貫斎（江戸中期鉄砲鍛冶、反射望遠鏡発明）：現長浜市
- 国友善兵衛（戦国期鉄砲鍛冶）：現長浜市
- 古筆了佐（江戸前期古筆鑑定家）：西川
- 志村ふくみ（染織家、人間国宝）：近江八幡市
- 辻与次郎（安土桃山期~江戸初期、鋳物師）：現栗東市
- 外村吉之介（民藝運動家、染織家）：現東近江市

な行以降
- 長曽禰興里虎徹（江戸初期刀鍛冶）：現彦根市
- 長曽禰興正（江戸中期刀鍛冶、2代目虎徹）：現彦根市
- 藤岡和泉 (初代)（江戸初期彫刻師、長浜仏壇創作）：現長浜市
- 古谷道生 (陶芸)（昭和〜平成信楽焼陶芸家）：現甲賀市
- 山本恪二（昭和〜平成彫刻家、京都市立美術大学名誉教授）
- 山本邦山（尺八演奏家・作曲家、東京芸術大学教授・人間国宝）：大津市
- 山田良定（彫刻家・芸術院賞受賞）：現東近江市

### 音楽（芸能関係以外）
- 神谷敏（NHK交響楽団トロンボーン首席奏者・芸大等講師）：大津市
- 川澄健一（作曲家、神戸女学院大学教授）：彦根市
- 久野久（滋賀県・日本で最初のピアニスト）：大津市
- 中村典子（現代音楽（クラシック）作曲家）：草津市

### 建築・作庭

#### 建築家
- 甲良宗広（江戸初期、幕府大工棟梁）：現甲良町
- 高橋貞太郎：現彦根市
- 細矢仁（こども環境学会こども環境デザイン賞デザイン奨励賞受賞）

#### 作庭
- 北村祐庵（江戸前期茶人・作庭家、前記茶人欄参照）
- 勝元鈍穴（江戸後期~明治初期、鈍穴の庭）：坂田郡勝村（現長浜市）
- 小堀遠州（仙洞御所・南禅寺方丈庭園等作庭、後記公人欄参照）

### 著作家（著述業）

#### 詩人・歌人・俳人

##### 明治期以降
あ〜た行
- 鵜飼康東（角川短歌賞受賞、経済学者）
- 江馬天江（幕末〜明治期漢詩人、明治政府太政官）：現長浜市
- 北川冬彦（詩人・映画評論家、「詩と詩論」創刊）
- 太田静子（太宰治の愛人）：愛知川町
- 岡路市郎（俳人・心理学者、北海道教育大学長）
- 小野湖山（幕末〜明治期漢詩人、明治三詩人）：現長浜市
- 木俣修（芸術選奨文部大臣賞受賞）：彦根市
- 沢村専太郎 (沢村胡夷)（明治期詩人、三高寮歌作詞）：彦根市
- 須川信行（明治天皇御集編纂委員）：現高島市
- 田中秀果（川柳作家、「京都府の歌」作詞者）：彦根市
- 塚本邦雄（歌人・小説家、紫綬褒章受章）：現東近江市

な行以降
- 永田和宏（短歌結社「塔」主宰、理学博士・京大名誉教授）
- 永田紅（現代歌人協会賞受賞、農学博士）：現湖南市
- 永田淳（現代歌人集会賞受賞・短歌結社「塔」編集委員）：現湖南市
- 細川雄太郎（童謡作詩家、「あの子はたあれ」他）：日野町
- 宮崎信義（口語自由律短歌人）：現米原市
- 渡忠秋（宮中御歌所御用掛）：現高島市

##### 江戸時代以前
江戸時代
- 奥村志宇（江戸中期俳人）：現大津市
- 北村季吟（江戸初期歌人幕府歌学方）：現野洲市
- 北村湖春（江戸中期歌人）：現野洲市
- 北村宗龍（江戸初期医師、連歌師）：現野洲市
- 慈周（江戸中期詩壇宗匠）：現近江八幡市
- 伴蒿蹊（江戸後期歌人・文筆家）：現近江八幡市

室町・戦国期以前
- 山崎宗鑑（戦国期連歌師、俳諧作者）：現草津市
- 万里集九（室町時代歌人）：浅井郡速水郷
- 大友黒主（平安時代官人・歌人、六歌仙）：現大津市
- 山部赤人（万葉歌人、三十六歌仙）：山部神社・赤人寺（終焉地）
- 額田王（万葉歌人、天武天皇妃）：野洲郡鏡里

近江蕉門
- 江左尚白（医師）：現大津市
- 河合乙州（伝馬役兼問屋役、智月養子）
- 河合智月（乙州養母、実の姉）
- 河野李由（僧侶）：現彦根市
- 菅沼曲水（膳所藩士）：現大津市
- 直江木導（彦根藩士）：現彦根市
- 濱田洒堂（医師）：現大津市
- 三上千那（僧侶）：現大津市
- 水田正秀（膳所藩士）：現大津市
- 宝井其角（父は膳所藩江戸詰め典医）
- 森川許六（彦根藩士）：現彦根市
- 八十村路通（乞食）

#### 作家
あ〜た行
- 巖谷小波（日本の児童文学の父）：現甲賀市
- 北村年子（ルポライター、ノンフィクション作家）
- 甲賀三郎（小説家、「琥珀のパイプ」他）：日野町
- 国松俊英（児童文学作家）：現守山市
- 黒田湖山（児童文学作家・中外商業新報記者）：現甲賀市
- 幸田真音（小説家。「日本国債」他）:現東近江市
- 団鬼六
- 辻亮一（小説家、「異邦人」で芥川賞受賞）：現東近江市
- 徳永富彦（脚本家・漫画原作者、相棒他脚本）
- 外村繁（小説家、野間文芸賞等受賞）：現東近江市

な行以降
- 中島桃果子（2008年第4回新潮エンターテイメント大賞受賞）：守山市
- 花登筺（小説家・脚本家、「銭の花（細うで繁盛記）」他）：大津市
- 姫野カオルコ（小説家、「受難」他、滋賀県文化賞奨励賞受賞）：甲賀市
- 藤本恵子
- 瑞智士記（小説家・漫画原作、「熾天使たちの5分後」他）：彦根市
- 安田峰俊（ノンフィクション作家。「中国人の本音」他）
- 山本甲士（小説家、横溝正史ミステリ大賞優秀賞他受賞）：大津市

#### 随筆家（エッセイスト）・評論家・ジャーナリスト・新聞記者
随筆家・評論家
- 蘆原英了（バレエ・シャンソン等音楽研究家）：大津市
- 井上和彦 （軍事評論家）
- 尾木直樹（教育評論家）：現米原市
- 高橋幸子（エッセイスト、月刊「はなかみ通信」初代編集長）：大津市
- 種村直樹（鉄道ライター）：大津市

ジャーナリスト・新聞記者
- 小野秀雄（東京日日新聞記者、東大教授）：現草津市
- 小倉孝保（毎日新聞記者、小学館ノンフィクション大賞受賞）
- 谷口誠（日本経済新聞記者）
- 田原総一朗（ジャーナリスト・東京12チャンネルディレクター）：彦根市
- 森正蔵（昭和期毎日新聞論説委員長、戦後秘史の著書多数）：現大津市
- 吉村正一郎（仏文学者・文芸評論家、朝日新聞論説委員・帝塚山学園長）：大津市
- 山岡景命（滋賀新聞発刊者）：現大津市

#### 漫画家
あ〜た行
- Ichtys
- SYUFO（板橋しゅうほう、アイ・シティ他）
- イダタツヒコ（XBLADE他）：大津市
- いのうえさきこ
- 井上紀良（黄龍の耳他）：現高島市
- おおのこうすけ（極主夫道他）
- 唐々煙：大津市
- ゴツボ☆マサル
- ゴツボ×リュウジ（ササメケ他）：長浜市出身
- 紺野あずれ（こえでおしごと!他）：現高島市
- たかなし霧香（ハイパーレストラン他）
- 外海良基（JUDGE他）

な行以降
- ねこしたPONG（犬上利一、 魔法少女メルル他）：犬上郡
- 葉月めぐみ（お嬢様はお嫁様。他）
- 花津ハナヨ（桜井明子、CAとお呼びっ!他）：彦根市
- 藤木てるみ：現彦根市
- 古川益三（株式会社まんだらけ代表取締役社長）
- 星野桂（D.Gray-man他）
- 水上澄子
- 森田まさのり（ろくでなしBLUES・ROOKIES他）：現栗東市
- 優木なち（Kiss meホスト組他）

### 映像関係者

#### 映画

##### 監督・演出家
- 上田慎一郎（映画監督、「カメラを止めるな！」他）:長浜市
- 北村想（劇作家・演出家）:大津市
- 沢島忠（任侠映画の巨匠・舞台演出家、「人生劇場シリーズ」他）:現東近江市
- 出目昌伸（「バルトの楽園」他、日本アカデミー賞監督賞受賞）：現東近江市
- 中江和仁（CMディレクター・映画監督、「蒼い手」他、モナコ国際映画祭ベストオリジナルショートストーリー賞等受賞）
- 西村昭五郎（映画監督、「難波金融伝 ミナミの帝王」シリーズ他）
- 吉川信幸（映画監督・広告プランナー、「夕凪にこだまする」他）：湖南市
- 吉村公三郎（昭和初期映画監督、カンヌ国際映画祭出品作・源氏物語他）：大津市

#### テレビ

##### プロデューサー・ディレクター
- 加藤吉治郎（別名「弟子吉治郎」、メディアコーディネーター・中部日本放送ラジオ・テレビディレクター）
- 松本修（朝日放送コンテンツディビジョン製作局長）：現高島市

##### アナウンサー
NHK
（現在所属の放送局などは各人物の項目を参照すること）
- 澤田彩香
- 野村正育：草津市
- 橋本奈穂子：長浜市、旧木之本町
- 吉岡大輔：守山市

近畿地方の放送局
- 小西あゆ香 - びわ湖放送
- 中邨雄二 - 朝日放送テレビ：甲賀市、旧土山町
- 水野晶子 - 毎日放送：草津市
- 森本栄浩 - 毎日放送：甲賀市、旧土山町

その他のアナウンサー
- 奥村奈穂美 - IBC岩手放送：東近江市、旧八日市市
- 栗本法子 - 元びわ湖放送→元NHK甲府放送局契約キャスター→元NHK衛星放送キャスター：大津市
- 中江陽三 - 元NHK：多賀町
- 中島静佳 - フリー（セント・フォース所属）、元札幌テレビ放送→元日テレNEWS24キャスター：湖南市

#### アニメーション制作関係者
- 榎戸洋司（アニメ脚本家）
- 岸誠二（アニメーション監督、演出家）
- 西井正典（アニメーター）
- 杉本晃佑（映像作家、アニメーター）

### その他専門家
- 田中摩弥（気象予報士）
- 増田雅昭（気象予報士）：甲賀市
- 荻田常三郎（日本民間飛行家の先駆者）：現愛荘町
- 中川源吾（水産業、資源保護から養殖推進）：現高島市
- 西澤仙湖（明治期の民族研究家）：現大津市
- 南喜市郎（大正～昭和期、守山蛍保護）：現守山市

## 公人

### 政治家

#### 首相・衆参議長経験者
- 宇野宗佑（第75代内閣総理大臣）：現守山市
- 堤康次郎（第44代衆議院議長、西武グループ創業者）：現愛荘町
- 福永健司（第63代衆議院議長）

#### 閣僚経験者
- 岩永峯一（衆議院議員・農林水産大臣：現甲賀市
- 大東義徹（最初の衆議院議員・第9代司法大臣）：現彦根市
- 川端達夫（民主党幹事長・文部科学大臣・総務大臣）：現近江八幡市
- 河本嘉久蔵（元国土庁長官・北海道開発庁長官）：現高島市
- 武村正義（元滋賀県知事、内閣官房長官・大蔵大臣）：現東近江市
- 細野豪志（衆議院議員・環境大臣・原発事故担当大臣・内閣府特命担当大臣）：近江八幡市
- 村上義一（貴族院議員・運輸大臣）：現長浜市
- 森幸太郎（衆議院議員・農林大臣・滋賀県知事）：現長浜市
- 山下元利（衆議院議員・防衛庁長官）:現高島市

#### 国会議員
帝国議会
- 井上敬之助（滋賀県議会議長、衆議院議員）：現湖南市
- 鵜飼退蔵（県会議長、進歩党衆議院議員）：現栗東市
- 岡田逸治郎（県会議長、自由党衆議院議員）：現守山市
- 鹿島秀麿（神戸選出衆議院議員、立憲改進党）：現甲賀市
- 川島宇一郎（県会議長、自由党衆議院議員）：現高島市
- 相馬永胤（衆議院議員、横浜正銀頭取・専修大創立者）：現彦根市
- 中小路与平治（県会議長、衆議院議員）：現近江八幡市
- 林田騰九郎（立憲改進党系衆議院議員）：現甲賀市
- 山崎友親（栗太郡長、自由党衆議院議員）：現大津市
- 脇坂行三（自由党・憲政党衆議院議員）：現長浜市

戦後
- 市田忠義（参議院議員、共産党書記長）：現東近江市
- 岩永裕貴（衆議院議員、第4代甲賀市長）：甲賀市
- 奥村展三（民主党衆議院・参議院議員、文部科学副大臣）：現湖南市
- 小西哲（警察官僚・自民党衆議院議員）：近江八幡市
- 小西理（自民党衆議院議員、総務大臣政務官）：近江八幡市
- 田島一成（希望の党衆議院議員、環境副大臣）：彦根市
- 西川知雄（衆議院議員）：近江八幡市
- 西田天香（一燈園創設者、元参議院議員）：現長浜市
- 林久美子（民主党参議院議員）：現東近江市
- 三日月大造（民主党衆議院議員、国土交通副大臣他）：草津市
- 山田耕三郎（滋賀県議会議員・第20代大津市長、参議院議員）：大津市
- 山元勉（自民党衆議院議員）：草津市

#### 地方議会議員・知事・市町村長
- 井伊直愛（彦根市長、「殿様市長」）：現彦根市
- 上原茂次（18代大津市長）：現高島市
- 大音龍太郎（初代岩鼻県知事）：現彦根市
- 北川弥助（元県議、14期53年奉職）：現東近江市
- 國松善次（7代滋賀県知事）：現栗東市
- 小林橘川（17-19代名古屋市長）：現守山市
- 谷口久次郎（4-5代滋賀県知事）：現長浜市
- 西田善一（19代大津市長）：大津市
- 広瀬進一（9代秋田県知事）：現彦根市
- 山田豊三郎（21代大津市長）：守山市

### 法曹
- 相馬永胤（県初の弁護士（代言人））：（現彦根市）

### 官僚
- 大海原重義（内務省官僚、官選第18代京都府知事）：彦根市
- 太田謙吉（内務省官僚、造園・都市計画担当、明治神宮外苑を担当）
- 大谷藤郎（医学者、厚生省医務局長）
- 岡田信（台湾総督府財務局長、北海道拓殖銀行頭取・満州興業銀行総裁）：守山市
- 川嶋真（独立行政法人造幣局理事長）：甲賀市
- 菅健次郎（鉄道監察官、済南鉄路局長）：甲賀市
- 小西哲（宮崎県警察本部長、衆議院議員）：近江八幡市
- 周防正季（内務省、朝鮮総督府小鹿島更生園長）：草津市
- 西村捨三（沖縄県令・大阪府知事）：彦根市
- 松本平（農林水産省、第17代農村振興局長、第3代畜産局長）[1]
- 山口陽弘（労働省、群馬大学准教授）：大津市
- 八幡和郎（通商産業省大臣官房・徳島文理大学教授）：大津市

### 地方官僚・公務員
- 中田邦造（東京都立日比谷図書館長）：現甲賀市

### 軍人・自衛官

#### 大日本帝国海軍
- 上阪香苗（太平洋戦争時海軍少将・蒼龍 (空母)艦長 ）：現大津市
- 仁科関夫（太平洋戦争時海軍少佐・回天創案者・撃沈死）：現大津市
- 三須宗太郎（明治期海軍大将・舞鶴鎮守府長官）：現彦根市

#### 大日本帝国陸軍
- 磯村武亮（太平洋戦争時陸軍中将・中部軍管区参謀副長）
- 磯村年（昭和初期陸軍大将・関東大震災後東京警備府司令官）
- 大谷敬二郎（太平洋戦争時陸軍大佐・東部憲兵隊司令官）
- 喜多誠一（太平洋戦争時陸軍大将・第1方面軍司令官）
- 北野憲造（太平洋戦争時陸軍中将、戦後東部復員連絡局長）
- 草場辰巳（太平洋戦争時大陸鉄道司令官）
- 菅晴次（太平洋戦争時陸軍中将・陸軍兵器行政本部長）
- 武田馨（太平洋戦争時陸軍中将・教育総監部高射兵監）
- 中村覚（明治・大正期陸軍大将・関東都督）：現彦根市
- 久村種樹（昭和初期陸軍中将・陸軍技術本部長）
- 山内正文（太平洋戦争時陸軍中将・第15師団長）

#### 自衛隊
- 野村實（終戦時海軍兵学校教官、防衛大学教授）：彦根市
- 酒井良（海上幕僚長）
- 中村龍平（統合幕僚会議議長）

### 江戸時代以前の公人

#### 江戸時代
彦根藩主
- 井伊直澄（幕府大老、彦根藩主3代）：彦根藩（現彦根市）
- 井伊直興（幕府大老、彦根藩主4代及び7代）：彦根藩（現彦根市）
- 井伊直幸（幕府大老、彦根藩主12代）：彦根藩（現彦根市）
- 井伊直亮（幕府大老、彦根藩主14代）：彦根藩（現彦根市）
- 井伊直弼（幕府大老、彦根藩主15代）：彦根藩（現彦根市）
- 井伊直憲（彦根藩主16代・彦根藩知事・伯爵）：彦根藩（現彦根市）

膳所藩主
- 石川憲之（膳所藩主石川家2代）：膳所藩（現大津市）
- 本多康慶（膳所藩主本多家3代）：膳所藩（現大津市）
- 本多康匡（膳所藩主10代）：膳所藩（現大津市）
- 本多康穣（膳所藩主14代・膳所藩知事・子爵）：膳所藩（現大津市）

その他の藩主
- 分部光寧（大溝藩主分部家10代）：大溝藩（現高島市）
- 小堀政峯（近江小室藩主小堀家5代・遠州流5世）：小室藩（現長浜市）
- 小堀政方（近江小室藩主6代・遠州流7世）：小室藩（現長浜市）
- 市橋長和（仁正寺藩主市橋家10代）：仁正寺藩（現日野町）
- 遠藤胤親（三上藩主遠藤家初代）：三上藩
- 加藤明英（水口藩主加藤家4代）：水口藩（現甲賀市）
- 堀田正陳（近江宮川藩主堀田家3代）：宮川藩（現長浜市）
- 安藤重博（幕府老中、山上藩主安藤家3代）：山上藩（現東近江市）
- 稲垣太清（海軍奉行、山上藩主稲垣家8代）：山上藩（現東近江市）
- 松平直政（上総姉ヶ崎藩主、越前大野藩主、信濃松本藩主を経て出雲松江藩初代藩主）

彦根藩出身
- 石坂周造（尊皇攘夷派志士・幕末浪士組副頭取）：彦根藩（現彦根市）
- 宇津木景福（彦根藩公用人・井伊直弼に仕える）：彦根藩（現彦根市）
- 大東義徹（幕末彦根藩政を主導、薩長連携を推進）：彦根藩（現彦根市）
- 岡本半介（彦根藩家老、桜田門外の変後藩政主導）：彦根藩（現彦根市）
- 木俣守長（江戸中期彦根藩筆頭家老）：彦根藩（彦根市）
- 花木伝右衛門（反本丸の名で近江牛を商品化）；彦根藩

膳所藩出身
- 岩倉槇子（岩倉具視の継室・膳所藩士の娘）：膳所藩（現大津市）
- 菅沼曲水（江戸中期膳所藩中老、不正を働く家老を斬殺）：膳所藩（現大津市）

その他の藩出身
- 城多董（尊王攘夷派志士）：甲賀郡牛飼村（現甲賀市水口町）
- 近松行重（通称勘六・赤穂浪士）：野洲郡蛭田（現野洲市）　一時蛭田の近松本家養子
- 土川平兵衛（近江天保一揆指導者、庄屋）：野洲郡三上村（現野洲市）
- 豊田美稲（尊王攘夷派志士）：甲賀郡池田村（現甲賀市甲南町）
- 中村確堂（水口藩校助教、尊王攘夷派）：水口藩士
- 西川作平（林業家、植林活動を行い緑化技術基礎を築く）：愛知郡愛荘町
- 古高俊太郎（尊王攘夷派志士）：栗太郡古高村（現守山市）
- 望月与右衛門（甲賀忍者、諜報のため島原の乱参陣）：望月城（現甲賀市）
- 三尾正長（徳島藩家老、大石良雄従兄弟）：大津上大門町（現大津市）

#### 戦国時代の武将

##### 大坂夏の陣
- 青木久矩（大阪入城、討死）：能登瀬村
- 浅井井頼（浅井一族、討死）
- 浅井政高（浅井一族・海津局の夫、自害）
- 大谷吉治（大谷吉継の子、天王寺・岡山の戦い討死）：小谷
- 大野治長（淀殿乳母大蔵卿局長男、自害）：小谷城
- 大野治房（同上次男、夏の陣後斬首）：小谷城
- 大野治胤（同上三男、夏の陣後火刑）：小谷城
- 大野治純（同上四男、徳川家に奉公）：小谷城
- 織田昌澄（子息討死、改易）：大溝城

- 小倉行春（蒲生旧臣・豊臣家に仕え夏の陣後不明）
- 片桐且元（摂津茨木城主より大和竜田へ）：須賀谷
- 片桐貞隆（且元弟、大和小泉藩主）：須賀谷
- 木村重成（宮内卿局子息、八尾・若江の戦い討死）：蒲生郡木村
- 篠原重之（木村重成の弟、落城後落延び改姓）：蒲生郡木村
- 速水守久（七手組筆頭、秀頼介錯後殉死）：速水城
- 増田盛次（増田長盛次男、藤堂高虎と交戦時討死）
- 真野頼包（七手組、生死不明）：蒲生郡馬淵村

##### 関ヶ原の戦い
東軍
- 蒲生秀行（会津討伐、戦後会津60万石復帰）：日野城
- 京極高次（京極高吉長男、近江大津藩主）：小谷城
- 京極高知（丹後宮津藩加封）：小谷城
- 小堀正次（遠州父、戦後備中松山城主）：小堀村
- 小堀遠州（大坂の陣後近江小室藩移封）：小堀村
- 篠山資家（甲賀二十一家大原氏、伏見城籠城討死）：大原庄
- 田中吉政（三河岡崎城主、筑後柳川加封）：田中村
- 藤堂高虎（伊予宇和島城より伊賀・伊勢津城主）：藤堂村
- 藤堂高吉（丹羽長秀三男、伊予今治城主）：佐和山城
- 富田信高（安濃津籠城、戦後伊予宇和島加封）：富田荘
- 中村一忠（中村一氏子、戦後伯耆一国加封）：水口岡山城
- 山岡景友（甲賀組支配から常陸古渡藩主）：瀬田城

西軍
- 青木久矩（宮内卿局兄弟、改易後前田家預け）：能登瀬村
- 池田秀氏（伊予大洲城主、改易）
- 石田三成（豊臣五奉行・近江佐和山城主、斬首）：石田村
- 大谷吉継（越前敦賀城主、自刃）：余呉町小谷
- 小川祐忠（伊予今治城主、東軍に寝返る・改易）：小川城
- 垣見一直（豊後富来城主、討死）：垣見氏館
- 木村由信（美濃北方城主、討死）：蒲生町木村
- 朽木元綱（近江朽木谷領主、東軍に寝返る・減封）：朽木谷城
- 小早川秀秋（筑前名島城主、東軍に寝返る・戦後備前岡山城主へ移封）：長浜
- 駒井重勝（豊後駒井領主、改易）：駒井城
- 新庄直頼（摂津高槻城主、改易）：朝妻城
- 新庄直忠（近江新庄城主、改易）：朝妻城
- 多賀秀種（大和神楽岡領主、改易）：高島郡
- 高田治忠（丹波何鹿郡上林領主、改易）：高田館
- 建部光重（尼崎郡代、後に子が尼崎藩主）：建部郷
- 百々綱家（織田秀信後見役、改易）：犬上郡百々村
- 長束正家（豊臣五奉行・近江水口城主、切腹）：長束村
- 野村直隆（近江国友領主、改易）：横山城
- 増田長盛（豊臣五奉行・大和郡山城主、改易）：益田郷
- 宮部継潤（戦国武将。豊臣秀次を一時養子にした。）
- 宮部長房（鳥取城主、改易）：宮部村
- 山崎家盛（摂津三田城主から因幡若桜加封）：山崎
- 山崎片家（摂津三田城主）：山崎
- 山中長俊（甲賀二十一家、太閤蔵入地代官、改易）：近江山中城
- 脇坂安治（淡路洲本城主、東軍内応・伊予大須加封）：脇坂庄

##### 戦国期・織田信長・豊臣秀吉時代
浅井氏
- 浅井久政（武将・浅井氏第2代）：小谷城
- 浅井長政（武将・浅井氏第3代）：小谷城
- 赤尾清綱（浅井三将、小谷城落城後切腹）：伊香郡赤尾庄
- 阿閉貞征（山本山城主、織田方に内応）：山本山城
- 雨森清貞（浅井三将、姉川の戦いで討死）：富永庄雨森
- 磯野員昌（佐和山城主、織田方に内応）：磯野山城
- 遠藤直経（長政傅役・姉川の戦い後斬首）：須川城
- 海北綱親（浅井三将、小谷城落城時討死）：浅井郡瓜生
- 新庄直昌（朝妻城主、信長に臣従）：新庄城
- 野村直隆（横山城主、浅井家滅亡後降伏）
- 堀秀村（鎌刃城主、秀吉の勧誘により信長臣従）

六角氏
- 六角義賢（南近江守護大名・観音寺城主）：観音寺城
- 六角義治（観音寺城主）：観音寺城
- 六角義郷（六角氏嫡流と言われ、後に秀吉に臣従）：観音寺城
- 青地茂綱（信長に臣従、宇佐山城の戦いで討死）
- 青地元珍（賤ヶ岳の戦い後改易）
- 猪飼昇貞（堅田水軍棟梁、六角氏・浅井氏を経て信長に臣従）
- 蒲生氏郷（信長娘婿、秀吉に臣従し会津92万石へ）：音羽城
- 蒲生賢秀（定秀嫡子、信長に臣従）：音羽城
- 蒲生定秀（六角六家老、信長に臣従）：音羽城
- 後藤高治（六角六家老、信長に臣従）：後藤館
- 杉谷善住坊（甲賀五十三家杉谷家、信長狙撃失敗後鋸挽き刑）：杉谷郷
- 建部寿徳（六角衰退後浪々、後織田家に仕官）：建部郷
- 立入宗継（信長に上洛を促す）：立入庄
- 谷衛好（谷野綱衛の養子、信長に臣従、子孫丹波山家藩）
- 平井定武（六角六家老、六角氏を離反）：栗太郡平井
- 三雲成持（六角六家老、甲賀五十三家・三雲城主、信長に降伏）：三雲城
- 山岡景隆（勢多城主、信長に降伏）：勢多城

その他
- 一色義喬（足利義昭の子と言われる）：坂本
- 鵜飼孫六（甲賀二十一家、家康の命で三河上ノ郷城を撹乱）
- 河田重親（上杉家沼田城代、後北条氏に臣従）：現守山市
- 河田長親（上杉謙信上洛時臣従、越中松倉城主）：現守山市
- 木村重茲（山城淀城主、秀次連座切腹）：蒲生郡木村
- 滝川一益（甲賀国人、賤ヶ岳の戦い後改易）：現甲賀市
- 中村一氏（甲賀二十一家多喜家、中老・米子城主）：多気城
- 村井貞勝（信長家臣・京都所司代、本能寺の変討死）
- 和田惟政（甲賀二十一家、摂津守護高槻城主）：和田村

##### 戦国時代の女性
- 浅井鶴千代（浅井亮政息女、海津・饗庭・近江局の母）
- 饗庭局（淀殿乳母、大坂落城時自害）
- 近江局（斎藤義龍正室）
- 海津局（淀殿・後に崇源院及び千姫侍女）
- 宮内卿局（秀頼乳母・木村重成母、大坂落城自害）：能登瀬村
- 京極竜子（秀吉側室「松の丸殿」、京極高吉娘、高次・高知姉）
- 京極マリア（浅井久政次女・京極高吉正室）
- 見性院（浅井家臣息女「千代」、山内一豊妻）：米原市

- 正栄尼（秀頼乳母・渡辺糺母、大坂落城時自害）
- 常高院（浅井長政次女・初、京極高次室）：小谷城
- 崇源院（同三女・江、徳川秀忠室）：小谷城
- 孝蔵主（秀吉正室高台院付き筆頭上臈、父は蒲生氏家臣）
- 望月千代女（甲賀五十三家筆頭望月氏出身、くノ一）：望月城
- 淀殿（浅井長政長女「茶々」・秀頼母、大坂落城時自害）：小谷城

#### 室町時代の武将
京極氏
- 佐々木道誉（室町幕府政所執事、近江他6国守護）：伊吹
- 京極高詮（室町幕府侍所頭人、6国守護）：上平寺城
- 京極持清（近江他5国守護、応仁の乱東軍）
- 京極政光（持清次男、応仁の乱西軍、京極騒乱時乙童子丸（高清）派）
- 京極政経（持清三男、応仁の乱東軍、京極騒乱時孫童子丸派）
- 多賀高忠（近江守護代、応仁の乱東軍、孫童子丸派）:下之郷
- 多賀清直（飛騨守護代、応仁の乱西軍、乙童子丸派）:下之郷
- 京極孫童子丸（持清嫡孫4国守護、京極騒乱敗走）：上平寺城
- 京極高清（4国守護、応仁の乱時東軍、高吉擁立）：上平寺城
- 浅井亮政（京極高清に反し京極高延擁立）
- 尼子持久（出雲守護代・尼子経久の祖父）：甲良町
- 堀元積（浅井亮政等と共に京極高延擁立）
- 京極高延（浅井亮政により京極家主、後反目）：上平寺城
- 京極高吉（後浅井氏が擁立、信長侵攻時は和睦）

六角氏
- 六角氏頼（佐々木氏頼・室町幕府禅律方・引付頭人・近江守護）
- 六角政堯（六角高頼後見・応仁の乱時西軍から東軍へ）
- 六角高頼（近江守護・応仁の乱時西軍）：観音寺城
- 六角定頼（近江守護・室町幕府管領代）：観音寺城
- 後藤賢豊（六角家六家老、観音寺騒動で殺害）：後藤館
- 進藤貞治（六角家六家老）
- 立入宗康（土御門天皇大喪儀費用を献じる）：立入城
- 吉田重賢（日置流弓術の開祖・川守城主）：川守城

その他
- 朽木稙綱（室町幕府内談衆）：朽木谷城
- 朽木晴綱（室町幕府奉公衆）：朽木谷城

#### 源平合戦期・鎌倉時代の公人
佐々木氏
- 佐々木秀義（佐々木荘領主・近江権守）：佐々木庄
- 佐々木定綱（秀義嫡男、近江他4国守護）
- 佐々木経高（秀義次男、淡路他3国守護）
- 佐々木盛綱（秀義三男）
- 佐々木高綱（秀義四男、長門他2国守護）
- 佐々木義清（秀義五男、出雲・隠岐守護）
- 佐々木広綱（定綱嫡男、承久の乱で上皇方斬首）
- 佐々木信綱（鎌倉前期御家人、定綱四男・佐々木家当主相続）
- 佐々木重綱（鎌倉中期御家人、信綱長男大原氏祖）
- 佐々木泰綱（鎌倉中期御家人、重綱弟六角氏祖・近江守護）
- 佐々木氏信（鎌倉中期御家人、重綱弟京極氏祖）
- 佐々木頼綱（鎌倉後期御家人、泰綱嫡男・近江守護）
- 加地信実（盛綱の嫡男、越後に土着し承久の乱で北陸道指揮）
- 勢多伽丸（広綱の子、承久の乱で斬首）

その他
- 山本義経（源平合戦期武将、源義光後裔）：山本山城
- 箕浦義明（源平合戦期武将、山本義経長男）：山本山城
- 柏木義兼（源平合戦期武将、山本義経弟）：山本山城
- 平親真（鎌倉初期武将、劔神社神主・織田・津田氏祖）：蒲生郡津田庄

#### 平安時代以前の公人
平安時代
- 佐々木経方（平安末期武将、佐々木と称す）：佐々木荘
- 源成頼（10 - 11世紀武将、宇多源氏佐々木氏初代）：佐々木荘
- 藤原秀郷（10世紀武将、平将門の乱を鎮圧、鎮守府将軍）：田原郷
- 阿保今雄（9世紀末廷臣・別名小槻山今雄）：現草津・栗東市一帯
- 大友黒主（9世紀末廷臣、歌人・六歌仙）：大友郷
- 藤原黒麻呂（8 - 9世紀前半廷臣、藤原南家出身）

奈良時代・飛鳥時代・大津京
- 葛野王（7 - 8世紀皇族弘文天皇第一皇子）：大津京
- 磯城皇子（7 - 8世紀皇族天智天皇皇子）：大津京
- 志貴皇子（7 - 8世紀皇族天智天皇第七皇子）：大津京
- 与多王（7世紀皇族、弘文天皇皇子・園城寺開基伝承）：大津京
- 朴市秦造田来津（7世紀将軍、白村江の戦いで戦死）：愛知郡
- 額田王（7世紀皇族天武天皇妃、万葉歌人）：野洲郡鏡里
- 鏡王女（7世紀皇族藤原鎌足の正妻、万葉歌人）：野洲郡鏡里
- 犬上御田鍬（7世紀前半廷臣、第五次遣隋使・最初の遣唐大使）：犬上郡
- 小野妹子（7世紀前半廷臣、第1回遣隋使）：滋賀郡小野村

古墳時代
- 広姫 （6世紀皇族敏達天皇妃・父は息長真手王）：坂田郡
- 継体天皇 （5 - 6世紀第26代天皇、男大迹王）：高島郡三尾
- 息長真手王 （5 - 6世紀継体天皇妃・敏達天皇妃の父）：坂田郡
- 近江毛野 （5 - 6世紀近江国の豪族、継体天皇の命で任那へ出兵する）
- 坂田大跨王 （5 - 6世紀継体天皇妃・広媛の父）：坂田郡
- 三尾堅楲 （5 - 6世紀継体天皇妃・倭媛の父）：高島郡三尾
- 三尾角折 （5 - 6世紀継体天皇妃・稚子媛の兄）：高島郡三尾
- 彦主人王 （5世紀皇族継体天皇の父）：高島郡三尾
- 狭々城山君韓帒宿禰 （5世紀市辺押磐皇子謀殺に加担）
- 米餅搗大使主 （3世紀小野・和邇・春日氏祖、大津市小野神社祖神）
- 神功皇后 （3世紀皇族・仲哀天皇妃・応神天皇母）：坂田郡
- 息長宿禰王 （2世紀皇族、神功皇后父）：坂田郡

## 実業家

### 明治期以降
あ〜た行
- 浅見又蔵（明治期、太湖汽船社長・第21国立銀行他頭取）：長浜市
- 阿部市太郎 (3代)（明治期、金巾製織2代目社長）：現東近江市
- 阿部市郎兵衛 (7代)（明治期、金巾製織・近江鉄道等社長）：現東近江市
- 阿部孝次郎（昭和期、東洋紡績社長・会長） : 現彦根市
- 阿部周吉（明治〜大正期、金巾製織専務）：現東近江市
- 阿部彦太郎（明治期、内外綿社長、相場師）：現東近江市
- 阿部房次郎（明治〜昭和期、東洋紡績社長）：現彦根市
- 伊藤恭一（昭和期、東洋紡績会長）：豊郷町
- 伊藤忠兵衛 (初代)（明治初期、伊藤忠商事・丸紅創業）：現豊郷町
- 伊藤忠兵衛 (二代)（明治期、伊藤忠財閥2代目当主）：現豊郷町
- 伊藤長兵衛 (七代)（明治初期、丸紅創業）：現彦根市
- 井上好三郎（現井上鋲螺工業創業）：現甲賀市
- 伊庭貞剛（別子銅山の中興、第2代住友総理事）：現近江八幡市
- 岩根順子（サンライズ出版社長、三方よし研究所創立者）：彦根市
- 上原仁（マイネット創業、滋賀レイクスターズ会長）：守山市
- 越後正一（昭和期、伊藤忠商事社長）：現彦根市
- 太田重兵衛（茶をアメリカに初輸出）：現大津市
- 大谷仁兵衛（明治〜昭和期、出版業界代表する実業家）：現高島市
- 大富國正（エキスプレス創立者）：大津市
- 岡田小八郎 (6代)（幕末〜明治期老舗商人）：現近江八幡市
- 奥村綱雄（元野村證券社長・会長）：現甲賀市
- 川瀬源太郎（元日本生命名誉会長、勲一等瑞宝章受章）
- 河本嘉久蔵（アヤハグループ創業）：現高島市
- 薩摩治兵衛（明治初期、呉服・繊維問屋）：現豊郷町
- 竹中久次（明治期、近江牛流通と畜産市場に貢献）：現竜王町
- 谷良一（元株式会社よしもとクリエイティブエージェンシー専務取締役、元株式会社よしもとファンダンゴ代表取締役社長、元株式会社よしもとデベロップメンツ代表取締役社長、作家、『M-1グランプリ』創設者）
- 田附政次郎（相場師、東洋紡等創業に関与）：現東近江市
- 田部密（幕末彦根藩士、明治期大阪鉄道社長）：現彦根市
- 塚本幸一（ワコール創業）：現東近江市
- 塚本定右衛門 (2代)（明治期、ツカモトコーポレーション創業）：現東近江市
- 塚本正之（2代定右衛門の弟、湖国治山の父）：現東近江市
- 堤康次郎（西武グループ創業）：現愛荘町
- 堤智章（藤久元社長、エイボン・プロダクツ元社長）：大津市
- 豊田利三郎（豊田自動織機製作所・トヨタ自動車工業初代社長）：現彦根市

な行以降
- 中江滋樹（投資ジャーナル創業）：近江八幡市
- 中野善次郎（県会議員・草津町長、栗太銀行創業・専務）：現守山市
- 中村邦夫（元パナソニック会長）
- 西川恭爾（元阪神電鉄社長）：彦根市
- 西川甚五郎 (11代)（八幡製糸・西川産業等創業）：現近江八幡市
- 西川貞二郎（西川傳右衛門家10代、八幡銀行・帝国水産創業者）：現近江八幡市
- 野口正章（初の国産市販ビール製造）：現東近江市
- 広瀬宰平（住友財閥初代総理人）：現野洲市
- 弘世助三郎（元日本生命創業）：現彦根市
- 古川益三（漫画家・まんだらけ社長）
- 前川重信（日本新薬会長・元社長）
- 南新助（日本旅行創業者）：現草津
- 村上義一（大正〜昭和期、日本通運・近畿日本鉄道社長）：現長浜市
- 森本千賀子（株式会社morich代表取締役 兼 All Rounder Agent）：現高島市
- 安居喜造（大正〜昭和期、東レ会長・経団連副会長）
- 山岡孫吉（ヤンマー創業、小型ディーゼルエンジン開発）：現長浜市
- 吉井長平（中国語版）（大正〜昭和期、日本統治時代の台湾、吉井百貨店（中国語版））

### 江戸時代以前
あ〜た行
- 阿部市郎兵衛 (5代)（近江麻布商）：現東近江市
- 飯田儀兵衛（江戸後期、百貨店髙島屋遠祖）：現高島市
- 飯田新七（江戸後期、百貨店高島屋・高島飯田創業）：現高島市
- 伊藤長兵衛 (六代)（伊藤忠兵衛兄、紅長家主）：現豊郷町
- 大村彦太郎 (初代)（江戸初期、白木屋創業）：現長浜市
- 岡田小八郎 (初代)（江戸中期、松前屋）：現近江八幡市
- 岡田弥三右衛門（江戸初期・松前屋・恵比須屋）：現近江八幡市
- 亀屋左京（江戸後期、艾商・コマーシャルソングを活用）：現米原市
- 小杉五郎右衛門 (11代)（江戸後期、コスギ創業）：現東近江市
- 小林吟右衛門 (2代)（江戸後期、チョーギン創業）：現東近江市
- 正野玄三（江戸中期・日野売薬の先駆け）：現日野町
- 建部七郎右衛門（江戸初期材木屋、蝦夷地進出先駆け）：現彦根市
- 田付新助 (初代)（江戸初期福島屋、蝦夷漁場請負）：現彦根市
- 塚本定右衛門 (初代)（江戸後期、ツカモトコーポレーション創業）：現東近江市
- 外村市郎兵衛 (初代)（幕末、外市創業）：現東近江市
- 外村与左衛門 (5代)（江戸中期、布屋・近江屋、外与創業）：現東近江市
- 外村与左衛門 (9代)（江戸後期、外村与左衛門家中興の祖）：五個荘金堂町

な行以降
- 中井源左衛門（江戸中期・日野屋）：現日野町
- 西川庄六 (3代)（江戸中期、メルクロス遠祖）：現近江八幡市
- 西川甚五郎 (2代)（江戸初期・山形屋、萌黄蚊帳を創案）：現近江八幡市
- 西川傳右衛門 (初代)（江戸初期、蝦夷漁場請負、松前屋・住吉屋）：現近江八幡市
- 西川仁右衛門（江戸初期・西川甚五郎山形屋初代・西川産業遠祖）：現東近江市
- 西川利右衛門 (初代)（江戸中期・大文字屋）：現近江八幡市
- 西川利助 (7代)（西川甚五郎家中興の祖）：現近江八幡市
- 西村太郎右衛門（江戸初期、安南に渡航）:現近江八幡市
- 伴蒿蹊（江戸後期・扇屋、国学者・歌人）：現近江八幡市
- 伴伝兵衛 (2代)（江戸初期江戸に進出、近江屋・扇屋）：現甲賀市
- 伴伝兵衛 (7代)（御朱印騒動を収める）：現大津市
- 藤野喜兵衛 (初代)（江戸中期、蝦夷漁場請負、柏屋）：現豊郷町
- 松居久左衛門 (3代目)（江戸末期、呉服商）：現東近江市
- 松居久次郎（江戸前期、松居久右衛門家祖）：現東近江市
- 森五郎兵衞 (初代)（江戸中期、麻布商）：現近江八幡市

## 芸能人

### シンガーソングライター
- 岡林信康：近江八幡市
- 加川良：彦根市
- 山崎まさよし：大津市
- 佐合井マリ子：守山市
- 依子
- yokko：甲賀市
- 川本勇：大津市
- GACKT：栗東市

### 歌手・ボーカリスト
- 西川貴教（T.M.Revolution・abingdon boys school）：野洲市（出生地は彦根市）
- MINAMI
- みずき舞（細江真由子）
- KAREN（LUV K RAFT）：野洲市
- 神野悠亜(SARD UNDERGROUND)

### ミュージシャン・演奏家
- 本田孝信（can/goo）：彦根市
- Blasterhead（作曲家・DJ）

### バンド
- ken（L'Arc〜en〜Ciel）：米原市
- tetsuya（L'Arc〜en〜Ciel）：米原市
- 中嶋イッキュウ（tricot）
- キダ モティフォ（tricot）
- 誰がカバやねんロックンロールショー
- UVERworld
- 大沢伸一（MONDO GROSSO）
- 松本タカヒロ（The Turtles）：守山市
- LOVE LOVE LOVE
- ～Lefa～（リーファ）

### その他の音楽関係者
- 大沢伸一 :大津市
- 長戸大幸（音楽プロデューサー）：大津市
- 西川進（音楽プロデューサー・ギタリスト）：近江八幡市
- Solaya（音楽プロデューサー）：大津市
- 外村孝雄（音楽プロデューサー）：守山市
- Hiroaki Takagi（作曲家）：大津市

### アイドル
- 池田愛恵里（グラビアアイドル）
- AKB48グループ
  - AKB48元メンバー
    - 浅居円
    - 田名部生来：近江八幡市

  - NMB48元メンバー
    - 上西恵
    - 上西怜
    - 内木志
- 大矢梨華子（元ベイビーレイズJAPAN）
- 柏木貴代
- 和希沙也：草津市
- 黒川結衣
- 権田夏海（Doll☆Elements）
- 紺野栞（グラビアアイドル）
- 武元唯衣（櫻坂46）
- 橘ゆりか（元アイドリング!!!）：東近江市
- 谷侑加子（元よしもとグラビアエージェンシー）
- 鶴房汐恩（JO1）：育ちは兵庫県神戸市
- 羽矢有佐
- 林弓束
- 福滝りり
- 光井愛佳（元モーニング娘。）：大津市
- やしろじゅり。
- 吉住絵里加（元仮面ライダーGIRLS）
- ユイ・ガ・ドクソン（PARADISES）
- レナ (元バニラビーンズ)：信楽町

### モデル
- 大川真代
- 大久保洋子
- 桜井裕美
- 佐野真理子
- SHIHO：草津市
- 高橋メアリージュン：大津市
- 高橋ユウ：大津市
- 戸崎奈津
- 中北成美
- 中沢沙理（2016ミス・ユニバース・ジャパン）：大津市
- 七菜香（桜塚やっくんの妹オーディショングランプリ）：草津市
- 西村渚
- 八木莉可子：守山市
- 山岡由実

### 俳優・女優
- 青木隆敏
- 荒田悠良
- 上原美佐：米原市
- 太田裕二
- 岡田茜
- 梶本じゅん：大津市
- 桂亜沙美
- 烏丸せつこ：大津市
- 木ノ本嶺浩：大津市
- 香月蓮（OSK日本歌劇団）：大津市
- 小西沙絵加：大津市
- 小林豊：栗東市
- 志賀廼家淡海（明治～昭和の喜劇役者）：現大津市
- 斉藤一平(元プロボクサー ガチンコ ファイトクラブ２期生)
- 佐和由梨：大津市
- 澤田正二郎（新国劇創立者）：大津市
- 新庄真一：草津市
- 杉江大志
- 杉山和史
- 団こと葉：大津市
- 髙橋ひかる : 大津市
- 谷口高史：大津市
- 東野英治郎（日本新劇俳優協会会長）：日野町（東野家出身地）
- 西田果倫：大津市
- 林遣都：大津市
- 堀田真由：長浜市
- 松居一代：近江八幡市
- 松井桂三：米原市
- 松田和：大津市
- 三浦理奈
- 南晶人：彦根市
- 三輪晴香
- 水上京香：草津市
- 邑野みあ：大津市
- 森川温子：甲賀市
- 横山運平：彦根市

### 芸人・タレント
- 和泉奈保
- 大木ひびき：彦根市
- 下林朋央（ファミリーレストラン）
- 末成映薫（吉本新喜劇）：近江八幡市
- ダイアン（ユースケ・津田篤宏）：愛荘町
- ティモンディ (高岸宏行) ：大津市　(出生地は愛媛県)
- 坪井安奈
- テツ（テツandトモ）：大津市（旧志賀町）
- 九条ジョー（元コウテイ、レ・ヴァン）：長浜市
- JP (ものまねタレント) ：八日市市（現東近江市）
- 中村鋭一：草津市
- 馬場章夫：高島市
- ひょっこりはん：守山市
- 福原歩
- ふじきイェイ!イェイ!：彦根市
- 前川保志花：甲賀市
- MARI（元YURIMARI）：甲賀市
- 宮川大輔：大津市
- 都家文雄（大正〜昭和期漫才師。文化漫才）：野洲市
- ムーディ勝山：草津市
- MC MORIYA：彦根市
- りんたろう
- 野性爆弾（くっきー!・ロッシー）：守山市
- 柳原哲也（アメリカザリガニ）：東近江市
- ヤマザキモータース（元ノンキーズ）
- 山名文和（アキナ (お笑いコンビ)）：東近江市

### 宝塚歌劇団
- 安蘭けい - 元星組トップスター
- 月船さらら - 元月組男役
- 天華えま - 元星組男役
- 星南のぞみ - 元雪組娘役
- 鷹翔千空 - 宙組男役

### 落語家
- 桂紅雀（落語家）：大津市
- 桂三度（落語家、元ジャリズム、放送作家）：高島市
- 三遊亭わん丈（落語家）
- 笑福亭仁扇（落語家）：近江八幡市

### 講談師・講釈師
- 旭堂南湖（文化庁芸術祭賞新人賞受賞）：現甲賀市
- 田辺南鶴：現長浜市

### 声優
- 奥谷楓
- 片岡千珠
- 葛谷亮
- 倉岡水巴
- 小林眞紀
- 杉本るみ
- 辻坂茜：彦根市
- 高宮武郎
- 滝知史
- 谷口祐貴
- 外村茉莉子
- 中川慶一
- 中矢由紀
- 鳴瀬まみ
- 西川真美
- 西田裕美
- 野瀬育二
- 平居正行
- 藤野とも子
- 古谷あゆみ
- 松岡美佳
- 松本考平
- 間宮くるみ：野洲市
- 安井絵里
- ゆきのさつき：大津市[2]
- 吉川晃介

## スポーツ選手

### カヌー・セーリング・ボート

#### カヌー
- 小梶孝行（カヌースプリント競技日本代表）：東近江市

#### ボート
- 小畑篤史（シドニー五輪軽量級かじ無フォア代表）：大津市
- 三本和明（バルセロナ五輪、アトランタ五輪代表）：守山市

#### セーリング
- 西山克哉（ロンドンパラリンピックソナー代表）
- 兵藤和行（アトランタ五輪ソリング級代表、J24世界選手権優勝）：大津市
- 松永鉄也（北京五輪男子470級7位）

### 水泳

#### 競泳
- 木村敬一（北京・ロンドンパラリンピック銀・銅メダル）：栗東市
- 高橋繁浩（競泳平泳ぎ、ソウル・ロサンゼルス五輪代表）：草津市
- 三木二郎（競泳個人メドレー、シドニー五輪代表）：大津市

- 大橋悠依（競泳個人メドレー、世界選手権(2017年)個人メドレー銀メダル、2020年東京五輪200m・400m個人メドレー金メダル）：彦根市

#### シンクロナイズドスイミング
- 乾友紀子（ロンドン五輪デュエット6位・チーム5位）：近江八幡
- 立花美哉（アトランタ・シドニー・アテネ五輪代表、団体銅メダル・デュエット銀メダル×2）

### 陸上競技

#### 短距離
- 桐生祥秀（リオデジャネイロ五輪代表、日本人初の100m9秒台走者）：滋賀県彦根市出身

#### 長距離
- 花田勝彦（アトランタ・シドニー五輪代表）：滋賀県出身

#### 棒高跳び
- 我孫子智美（ロンドン五輪代表、日本記録保持者）
- 近藤高代（アテネ五輪代表）

### 体操競技
- 中瀬卓也（徳州会体操クラブ、北京五輪代表・団体銀メダル）：大津市

### フェンシング
- 太田雄貴（フルーレ、北京個人銀メダル・ロンドン五輪団体銀メダル）：大津市
- 木村毬乃（サーブル）：大津市

### ウィンタースポーツ
- 伊藤みき（モーグル、トリノ五輪代表）：日野町
- 岡田良菜（スノーボード、バンクーバー五輪代表）：大津市
- 竹脇直巳（ボブスレー、カルガリー・アルベールビル・リレハンメル・長野五輪代表）：高島市

### 球技

#### アメリカンフットボール
- 東野稔（Xリーグ/アサヒビールシルバースター）

#### ゴルフ
- 中溝裕子
- 吉本ひかる
- 松田鈴英

#### サッカー
- 青木孝太（元ザスパクサツ群馬）野洲高校卒
- 東崇史（元横浜F・マリノス）水口高校卒
- 荒堀謙次（元カマタマーレ讃岐）野洲高校-同志社大卒
- 乾貴士（清水エスパルス）野洲高校卒 近江八幡市出身
- 井原正巳（元日本代表、柏レイソルヘッドコーチ）守山高校-筑波大卒
- 岩崎悠人 (アビスパ福岡)
- 上野展裕（前ヴァンフォーレ甲府監督）膳所高校-早稲田大卒
- 上山熊之助（県初の日本代表）
- 内野貴志（AC長野パルセイロ）野洲高校-びわスポ大卒
- 内林広高（元ガンバ大阪）草津東高校卒
- 江川慶城 (いわきFC)
- 大谷未央（元なでしこジャパン、元TASAKIペルーレFC）
- 大本祐槻（ロアッソ熊本）野洲高校-阪南大卒
- 奥川雅也 (アルミニア・ビーレフェルト)
- 岡谷良 草津東高校卒
- 垣根拓也（藤枝MYFC）立命館大卒
- 勝島新之助 (ジローナFCB)
- 神崎亮佑（元川崎フロンターレ、カマタマーレ讃岐）草津東高校卒
- 河野高宏（水戸ホーリーホックGKコーチ）膳所高校-筑波大卒
- 河本明人（ヴァンフォーレ甲府）甲南中学校-流通経済大柏高校-流通経済大卒
- 北村春吉（県初の日本代表・日本代表初得点者）：現野洲市
- 楠神順平（南葛SC）野洲高校-同志社大卒
- 倉貫一毅（元ヴァンフォーレ甲府）静岡学園高校卒
- 國領一平（元ヴァンラーレ八戸）
- 酒井将史（元ラインメール青森FC）大阪体育大学卒
- 酒井隆介（FC町田ゼルビア）名古屋U-18-駒澤大卒
- 坂本一輝（MIOびわこ滋賀）野洲高校-立命館大卒
- 坂本紘司（元湘南ベルマーレ）静岡学園高校卒
- 里内猛（鹿島アントラーズフィジカルコーチ）甲賀高校(現水口高校)卒
- 瀬尾清（元柏レイソル）守山高校卒
- 高木和道（MIOびわこ滋賀）草津東高校卒
- 高橋祐治（清水エスパルス）
- 田中大輔（元清水エスパルス）野洲高卒
- 田中雄大（ブラウブリッツ秋田）野洲高校-関大卒
- 中井昇吾（元柏レイソル）野洲高校卒
- 中井卓大 (レアル・マドリード)
- 中島依美 (マイナビ仙台レディース)
- 中田浩二（元鹿島アントラーズ）帝京高校卒
- 中野桂太 (徳島ヴォルティス)
- 中村聖（元清水エスパルス）守山高校卒
- 西村仁志（ヴィアティン三重）野洲高校-中京大卒
- 野々村鷹人 (松本山雅FC)
- 橋本和（FC岐阜）青森山田高校-大体大卒
- 古川陽介 (ジュビロ磐田)
- 前田高孝（元清水エスパルス）草津東高校卒
- 前田雅文（元ガンバ大阪）野洲高校卒
- 松尾元太（元名古屋グランパス）野洲高校-大阪体育大卒
- 松田保（びわこ成蹊スポーツ大学教授。元U-17代表監督）彦根東高校－金沢大学卒
- 水野隼人（ヴィアティン三重）野洲高校-中京大卒
- 三野草太 (FCヘルマンシュタット)岡山作陽高卒
- 美濃部直彦（AC長野パルセイロGM）守山高卒 元Ｇ大阪-京都
- 宮吉拓実（京都サンガF.C.）（生まれは福井県）
- 村上昌謙 (アビスパ福岡)
- 村瀬和隆（元ヴィッセル神戸）守山北高校卒
- 村田和哉（清水エスパルス）野洲高校-大体大卒
- 望月聡（元日本代表、北京五輪-Ｗ杯ドイツ2011女子代表コーチ）守山高卒
- 望月嶺臣（元京都サンガF.C.）野洲高校卒
- 矢島卓郎（元京都サンガF.C.）膳所高校-早稲田大卒
- 山田楓喜（東京ヴェルディ）京都翔英高校卒
- 山田真夏斗（松本山雅FC）立正大淞南高校卒
- 山本悠樹（川崎フロンターレ）草津東高卒
- 吉川健太（元カターレ富山）守山北高校-京都産業大卒
- 吉川拓也（元鈴鹿アンリミテッドFC）守山北高校-阪南大卒
- 吉田実成都（MIOびわこ滋賀）草津東高-大阪学院大卒
- 若原智哉 (V・ファーレン長崎)

#### バスケットボール
- 青山友香（アイシン・エィ・ダブリュ ウィングス所属）
- 岡田優 - プロ選手（Bリーグ滋賀レイクスターズ所属）：大津市
- 小川伸也 - プロ選手（Bリーグ滋賀レイクスターズ所属）：長浜市
- 左官磨育 - プロ選手（Bリーグ元滋賀レイクスターズ）：草津市
- 井上裕介（Bリーグ滋賀レイクスターズ所属）：栗東市
- 伊戸重樹（B3リーグ埼玉ブロンコス）：長浜市
- 福井美恵子（1975年世界選手権銀メダル・モントリオール五輪代表）：日野町
- 横江豊（Bリーグ滋賀レイクスターズ所属）：草津市
- 高畠佳介（Bリーグ島根スサノオマジック所属）：草津市
- 北川弘（Bリーグ広島ドラゴンフライズ所属）：大津市

#### バドミントン
- 垣岩令佳（ロンドン五輪女子ダブルス銀メダル）：大津市
- 早川賢一（日本ユニシス所属、ナショナルチーム）
- 松浦進二（ソウル五輪男子ダブルス銅メダル、バルセロナ五輪5位）

#### バレーボール
- 川畑愛希（岡山シーガルズ）：栗東市
- 川村慎二（パナソニック・パンサーズ・第61回黒鷲旗大会特別表彰）：近江八幡市
- 田代佳奈美（東レアローズ）：栗東市
- 田中浩二（4大会パラリンピックにシッティングバレーボール代表）：余呉町
- 深尾吉英（ミュンヘン五輪銅メダル）：彦根市（彦根工業高校）
- 藤田幸光（元日本代表、京都橘大学バレーボール部監督）：長浜市
- 丸山亜季（岡山シーガルズ・2013年全日本メンバー）：愛荘町
- 坊野明里（ヴィクトリーナ姫路）：草津市

#### フィールドホッケー
- 木村千恵（アテネ・北京五輪代表）：伊吹町
- 塩川直人（名古屋フラーテル所属、ロンドン五輪予選代表）：伊吹町
- 宮崎奈美（アテネ五輪代表）：伊吹町
- 仲谷美紀（コカ・コーラウエストレッドスパークス所属）：伊吹町
- 西村泰昭（2006年ワールドカップ日本代表）：伊吹町
- 山堀貴彦（シドニー・アテネ・北京五輪予選代表、聖泉大学監督）：伊吹町
- 田中健太（東京五輪代表）：米原市

#### 野球
- 東弘明（元オリックス・バファローズ）：近江八幡市
- 荒川昇治（元太陽ロビンス、毎日オリオンズ）
- 石川駿（元中日ドラゴンズ）：草津市
- 石田博三（元阪神タイガース）
- 石見颯真（福岡ソフトバンクホークス）：守山市
- 岩見雅紀（元東北楽天ゴールデンイーグルス）：大津市
- 植田海（阪神タイガース）：甲賀市
- 小熊凌祐（元中日ドラゴンズ）：旧志賀町
- 奥村展征（元読売ジャイアンツ、東京ヤクルトスワローズ、現東北楽天ゴールデンイーグルス二軍内野守備走塁コーチ）：旧甲西町
- 木谷寿巳（元東北楽天ゴールデンイーグルス）：旧西浅井町
- 橘髙淳（元阪神タイガース、元セ・リーグ審判員）
- 京山将弥（横浜DeNAベイスターズ）：大津市
- 桜井広大（元阪神タイガース）：野洲市
- 柴田博之（元西武ライオンズ）：栗東市
- 島脇信也（元オリックス・ブルーウェーブ)：旧西浅井町
- 高塚南海（阪神タイガース Women）：湖南市
- 瀧中瞭太（東北楽天ゴールデンイーグルス）：高島市
- 竹岡和宏（元福岡ソフトバンクホークス）：栗東市
- 田中聡（元日本ハムファイターズ、阪神タイガース）：旧志賀町
- 田中崇博（元千葉ロッテマリーンズ）：東近江市
- 茶野篤政（オリックス・バファローズ）：旧八日市市
- 土田龍空（中日ドラゴンズ）：旧米原町
- 鶴田圭祐（元楽天ゴールデンイーグルス、ゴールデンリバース）：守山市
- 中西健太（元福岡ソフトバンクホークス）：旧八日市市）
- 中川裕貴（元中日ドラゴンズ）：竜王町
- 西川純司（元埼玉西武ライオンズ）：豊郷町
- 西崎幸広（野球解説者・元日本ハムファイターズ、西武ライオンズ）
- 則本昂大（東北楽天ゴールデンイーグルス）：多賀町
- 則本佳樹（東北楽天ゴールデンイーグルス、山岸ロジスターズ、ムラチグループ硬式野球部）：多賀町
- 早真之介（元福岡ソフトバンクホークス）：甲賀市
- 平田大樹（北海道日本ハムファイターズ）：大津市
- 福永裕基（中日ドラゴンズ）：旧八日市市
- 藤田健斗（阪神タイガース）：長浜市
- 古澤勝吾（元福岡ソフトバンクホークス）：長浜市
- 本郷宏樹（元ヤクルトスワローズ）：大津市
- 前田悠伍（福岡ソフトバンクホークス）：長浜市
- 間柴茂有（元大洋ホエールズ、日本ハムファイターズ、福岡ダイエーホークス）
- 松田宣浩（元福岡ソフトバンクホークス、読売ジャイアンツ）：草津市
- 松村豊司（元オリックス・バファローズ）：草津市
- 水口創太（福岡ソフトバンクホークス）：大津市
- 都裕次郎（元中日ドラゴンズ）：大津市
- 村西辰彦（元日本ハムファイターズ）
- 村西哲幸（元横浜ベイスターズ）：旧秦荘町
- 森谷昭（元読売ジャイアンツ） - 東北楽天ゴールデンイーグルス森谷昭仁の父
- 横川凱（読売ジャイアンツ）：旧山東町
- 山田陽翔（埼玉西武ライオンズ）：栗東市

#### ラグビー
- 内田啓介（パナソニックワイルドナイツ所属）
- 小笠原仁（元神戸製鋼所属 WTB）
- 仙波智裕（元東芝ブレイブルーパス所属、代表キャップ7）：大津市
- 八役大治（元トヨタ自動車ヴェルブリッツ所属）
- 福岡幸治（元ワールドファイティングブル所属、代表キャップ2）
- 山岡楽（宗像サニックスブルース所属）
- 山本幸輝（ヤマハ発動機ジュビロ所属）
- 山本剛（元トヨタ自動車ヴェルブリッツ所属）
- 本郷泰司（NTTコミュニケーションズシャイニングアークス所属）：大津市

#### ラクロス
- 山田幸代（日本初プロラクロス選手、2005年女子ワールドカップ代表）

### 格闘技

#### 柔道
- 遠藤宏美（女子48kg級、2013年ワールドマスターズ優勝）：大津市
- 田中美衣（女子63kg級、2013年世界選手権日本代表）：長浜市

#### 相撲
- 青地与右衛門（信長主催相撲会優勝、相撲奉行）
- 大岳宗正（元十両）：現草津市
- 小野川喜三郎（第5代横綱）：現大津市
- 蔵間龍也（元関脇、タレント）：現野洲市
- 志賀清林（奈良時代の力士・行司、相撲行司始祖）：現大津市
- 式守伊之助 (7代)（立行司）：現大津市
- 蒼樹山秀樹（元前頭筆頭、現枝川親方）：現彦根市
- 鳰の湖真二（元幕内力士）：大津市
- 三杉里公似（元小結）：現甲賀市
- 山田藤吉（雲井龍。坂本龍馬用心棒）：現大津市

#### ボクシング
- 村田英次郎（OPBF東太平洋バンタム級元王座）：大津市
- 古川克樹：栗東市
- 山中慎介（WBCバンタム級元世界王座）：湖南市
- 中川麦茶：長浜市
- 中川抹茶：長浜市

#### レスリング
- 李日韓（大日本プロレス・レフェリー）：長浜市
- 安納サオリ  (アクトレスガールズ)  : 大津市
- 新海真美（滋賀レイクスターズ）：日野町
- 倉本一真（レスリング、総合格闘家）：日野町
- 山本篤（レスリング、総合格闘家）：近江八幡市

#### その他格闘技
- 高阪剛（格闘家）：草津市
- 中西良行（格闘家）：

### 公営ギャンブル

#### 競艇
- 中村有裕（2006年モーターボート記念競走優勝）

#### 競馬

##### 騎手
（日本中央競馬会）
- 秋山真一郎
- 飯田祐史
- 池添謙一
- 石橋守（引退）
- 上村洋行
- 小原義之（引退）
- 小林慎一郎（引退）
- 北村友一
- 佐伯清久（引退）
- 白坂聡（引退）
- 高橋亮（引退）
- 武幸四郎（引退）
- 武英智（引退）
- 武豊
- 田島裕和（引退）
- 太宰啓介
- 西谷誠
- 野元昭嘉（引退）
- 橋本美純（引退）
- 林満明
- 福永祐一
- 藤岡康太
- 藤岡佑介
- 南井大志（引退）
- 安田康彦（引退）
- 渡辺薫彦（引退）
- 和田竜二

（地方競馬）
- 吉原寛人（金沢）

##### 調教師・協会関係者
調教師
- 池江泰寿
- 石橋守
- 大根田裕之
- 須貝尚介
- 中尾秀正
- 中竹和也
- 長浜博之
- 藤岡健一
- 藤原英昭

協会関係者
- 土川健之（獣医、初のJRA生抜き理事長（14代））：近江八幡市

#### 競輪
- 井狩吉雄（競輪選手史上最年長優勝記録(58歳)を保持）：近江八幡市
- 内林久徳（40歳にして初のGI制覇）
- 中井光雄（日本名輪会会員、大津市名誉市民）
- 馬渕智史（DOBERMAN INCの元メンバー）
- 水谷好宏（バイクトライアル世界選手権シリーズ優勝3回）
- 三和英樹（ソウルオリンピック出場）：野洲郡
- 三谷竜生　GP優勝：大津市
- 三谷将太

## その他の人物
- 上原やよい（レースクイーン）
- 黒沢愛
- 佐伯チズ（美容家）
- 坂東國男（日本赤軍メンバー）
- お登勢（寺田屋の女将）：大津市
- 沢井亮（AV男優）
- 鷲尾龍華（石山寺第53代座主）：大津市

## 架空の人物
- 猿飛佐助
- 番場の忠太郎
- いしだみつにゃん（彦根市花しょうぶ通り商店街マスコットキャラクター）
- しまさこにゃん（彦根市花しょうぶ通り商店街マスコットキャラクター）
- ひこにゃん（彦根市マスコットキャラター）

## 滋賀県にゆかりのある人物

### 歴史上の人物
- 景行天皇：第12代天皇 晩年は志賀高穴穂宮（大津市）で過ごし同地で崩御。
- 成務天皇：第13代天皇 志賀高穴穂宮で即位して、都と定めた。
- 仲哀天皇：第14代天皇 宮居を高穴穂宮から笥飯宮（福井県敦賀市）に移した。
- 天智天皇：第38代天皇 近江京＝大津宮で即位。
- 弘文天皇：第39代天皇 天智天皇の第一皇子 壬申の乱で敗れ大津宮の近くで自害。
- 足利義晴：室町幕府12代将軍 1528年から3年間、興聖寺 (高島市)に滞在。
- 足利義輝：室町幕府13代将軍 1553年から5年間、高島朽木谷に滞在。

### 文化人
- 宇崎竜童（ミュージシャン）：父が大津市出身。
- 岸谷香（ミュージシャン）：父が滋賀県出身。
- 細川佳代子：元内閣総理大臣細川護熙夫人。大伯父阿部元壽が大津出身。
- 成瀬國晴（イラストレーター）：幼少期に東押立村（現在の東近江市）に疎開。

### 芸能
- アキラ100%（お笑いタレント、ピン芸人）：埼玉県秩父市出身。父が滋賀県出身[3][4]。
- 足立梨花（女優）：長崎県佐世保市生まれ、三重県三重郡菰野町出身。実家が滋賀県。
- 飯尾和樹（お笑い芸人）: 東京都世田谷区出身。父が米原市出身。
- 伊吹吾郎（俳優）：北海道八雲町出身。開拓使の曾祖父が長浜市出身。
- 宇治原史規（お笑い芸人。ロザン）：大阪府四條畷市出身。父が犬上郡（現・彦根市）出身。
- 浦井のりひろ（お笑い芸人。男性ブランコ）：京都府京都市伏見区出身。滋賀県立大学を卒業。
- 大黒摩季（歌手、シンガーソングライター）：北海道札幌市出身。曾祖父が近江八幡市出身。
- 大島優子（女優）：栃木県出身。夫の林遣都が大津市出身。
- 川島明（お笑い芸人。麒麟）：京都府宇治市出身。祖父が神崎郡（現・東近江市）出身。
- 北川景子（女優）：兵庫県神戸市中央区出身。父が彦根市出身。
- 佐倉綾音（声優）：東京都渋谷区出身。父が大津市出身。
- 高岸宏行（お笑い芸人。ティモンディ）：愛媛県西条市生まれ、大津市出身。
- 中川翔子（バラエティアイドル、歌手）：東京都中野区出身。祖父が長浜市出身。
- 平井まさあき（お笑い芸人。男性ブランコ）：兵庫県豊岡市出身。滋賀大学を卒業。
- 松元恵美（ミュージカル俳優）：大津市生まれの愛知県名古屋市育ち。

### スポーツ
- 西地清一（元競輪選手）：大阪府から当県に選手登録地を移籍。
  - 西崎あや ：父親の西崎幸広の出身地、女優）
  - 西崎莉麻：父親の西崎幸広の出身地、タレント）
- 西原圭大：ニチダイ硬式野球部時代大津市在住。
- 古本武尊：龍谷大学硬式野球部時代大津市在住。